# Radiostacja RF-5800H-MP
Radiostacja RF-5800H-MP – radiostacja przeznaczona jest do pracy cyfrowej i analogowej w sieciach i kierunkach radiowych na szczeblu taktycznym w Siłach Zbrojnych Rzeczypospolitej Polskiej.

## Charakterystyka
Radiostacja RF-5800H-MP przeznaczona jest do pracy w zakresie fal krótkich i ultrakrótkich. Umożliwia pracę fonem, kluczem telegraficznym, oraz transmisję cyfrową utajnioną i jawną. Może być użytkowania zarówno jako radiostacja plecakowa lub pokładowa.

## Dane liczbowe
| Dane taktyczno–techniczne   | Dane taktyczno–techniczne                        |
| --------------------------- | ------------------------------------------------ |
| Rodzaj                      | pokładowa/plecakowa                              |
| Zakres częstotliwości pracy | 1,6–59,9999 MHz                                  |
| Odstęp między kanałami      | 100 Hz                                           |
| Liczba kanałów              | 200                                              |
| Liczba ustawień             | 75 – w pełni programowalne                       |
| Test wewnętrzny (BIT)       | lokalizacja uszkodzenia z dokładnością do modułu |
| Modulacja                   | LSB, USB, AME, CW, FM                            |
| Rodzaje pracy               | FIK; ALE; 3G; HOP                                |
| Moc wyjściowa nadajnika     | 1/5/20 W                                         |